# Praeclara gratulationis publicae
Praeclara gratulationis publicae (Sobre la reunió de la cristiandat) va ser una carta apostòlica del Papa Lleó XIII promulgada el 20 de juny de 1894.

## Contingut
Demanca la reunió de les esglésies orientals i occidentals en la "Unitat de la Fe". També va condemnar la maçoneria. Una carta anterior sobre el mateix tema, titulada Epístola als orientals, havia estat escrita pel Papa Pius IX el 1848.

## Reaccions i llegat
El 1895 va ser criticada pel patriarca ecumènic Àntim VII.
La convocatòria de la unitat va ser reafirmada pel decret conciliar Unitatis redintegratio del Vaticà II, tot i que aquesta darrera declaració articula un tipus d'eclesiologia diferent que coincideix amb l'esperit de cooperació del Concili amb els seus germans cristians.
La Praeclara va ser citada a l'encíclica Orientales omnes Ecclesias del Papa Pius XII sobre el tema de les Esglésies catòliques orientals.
Lleó XIII també ha estat criticat pels fonamentalistes protestants per haver declarat en l'encíclica que "sostenim sobre aquesta terra el lloc de Déu Totpoderós", que es va veure com a signe de la proper apocalipsi.